# Дадашев, Манувах Мардахаевич
Дада́шев Манува́х Мардаха́евич (1913 (по другим данным в 1912) —1943) — горско-еврейский поэт.

## Биография
Манувах Дадашев родился в бедной семье в городе Дербенте в 1913 году. Он работал в газете «Захметкеш» сначала разносчиком писем, а потом литературным работником. В этой же газете опубликовал свои первые стихи.
Окончил Коммунистический институт журналистики, в предвоенные годы учился в Дагестанском педагогическом институте.
Работал в Махачкале в институте. Собирал и переводил на русский язык фольклор народов Кавказа. Переводил русских поэтов на язык горских евреев. Среди неоконченных переводов — «Евгений Онегин» А. С. Пушкина, над которым работал перед началом Великой Отечественной войны.
В 1936 году был членом Правления Союза писателей Дагестана. Работал редактором Даггиза, затем научным сотрудником Института истории, языка и литературы Дагестанской базы АН СССР. 
Когда началась Великая Отечественная война, Дадашев пошёл на фронт добровольцем. На войне он продолжал писать стихи и рассказы, которые публиковались в газете «Дагестанская правда». В 1943 году в бою под Луганском старший лейтенант Дадашев был тяжело ранен и вскоре скончался от ран. Похоронен Дадашев в Луганске в братской могиле в сквере имени «9-го мая». Он награжден медалями: «За отвагу» и «За оборону в Сталинграде».
Стихи Дадашева были опубликованы в сборниках «Антология татских поэтов», «Плоды Октября», «Татский альманах». Особую известность получила его поэма «Дю когоз» («Два письма»), посвящённая женской эмансипации.

## Награды
- Медаль «За отвагу» (СССР)
- Медаль «За оборону Сталинграда»